# غيوان
غيوان هي قرية في مقاطعة بل دشت، إيران. يقدر عدد سكانها بـ 717 نسمة بحسب إحصاء 2016.